# Statens tjänstepensionsverk
Statens tjänstepensionsverk (SPV) är en svensk statlig förvaltningsmyndighet, som sorterar under Finansdepartementet och ansvarar för frågor som rör den statliga tjänstepensioneringen och statens tjänstegrupplivförsäkring, allt i den utsträckning dessa frågor inte hör till någon annan myndighet. SPV har det övergripande ansvaret för att försäkringstekniskt korrekta kostnader beräknas för de åtaganden myndigheter och andra arbetsgivare som är anslutna till de statliga avtalsförsäkringarna har gentemot de anställda och att det totala försäkringsmässiga värdet av sådana åtaganden beräknas.

## Historik
Statens pensionsverk bildades 1963 och dess första generaldirektör var Folke Ericson. Myndigheten utlokaliserades från Stockholm till Sundsvall 1976 och bytte 1980 namn till Statens löne- och pensionsverk sedan myndigheten fått ansvar för utbetalningar av statliga löner. År 1990 ändrades finansieringen från anslag- till avgiftsfinansiering samtidigt som SPV:s uppgifter utökades med kommunal pensionsadministration. Från 1998 övertog Ekonomistyrningsverket löneverksamheten och myndigheten återtog namnet Statens pensionsverk. År 2001 renodlades ansvarsområdet åter och SPP övertog administreringen av kommunala pensioner. Den 1 juli 2010 bytte SPV namn från Statens pensionsverk till Statens tjänstepensionsverk. Sedan juli 2018 är Maria Humla generaldirektör på myndigheten.

## Generaldirektörer
- 1963–1971 Folke Ericson
- 1971–1983 Ingmar Wetterblad
- 1983–1991 Olof Bergvall
- 1991–1993 Peder Törnvall
- 1993–1999 Björn Mårtensson
- 1999–2001 Siv Garhult
- 2001–2002 Peder Törnvall
- 2002–2007 Agneta Norén
- 2007–2015 Ann-Christin Nykvist
- 2015–2017 Joakim Stymne
- 2018–Maria Humla